# Sydney Margaret Stent
`
Sydney Margaret Stent   (Grahamstown, 11 d'octubre de 1875 - Pretòria, 19 d'abril de 1942) va ser una botànica, exploradora i destacada agrostòloga sud-africana. Va realitzar recol·leccions a Sud-àfrica i a Zimbàbue.

## Algunes publicacions
- Melle, ha; sm Stent. Fodder and pasturi grasses of South Africa. 1. Sudangrass. (Sorghum sudanense Stapf.) Jour. Dept. Agric. South. Africa
- Stent, sm; h Curson. 1922. Poisonous. Plants of South Africa, vol. 2; Bull. Nº 7; Dept. Agri. Union of South. Africa

## Honors
- (Asclepiadaceae) Ceropegia stentiae E.A.Bruce[2]
- (Poaceae) Digitaria stentiana Henrard[3]
- (Poaceae) Eragrostis stentiae Bremek. & Oberm.[4]